# Elías Figueroa
Elías Ricardo Figueroa Brander, eller "Don Elias", född 25 oktober 1946 i Valparaíso, Chile, är en före detta professionell chilensk fotbollsspelare.

## Karriär

### De tidiga åren
Figueroa föddes i Valparaiso men på grund av hälsoskäl flyttade familjen till grannstaden Quilpue.
Tidigt trodde man att han inte skulle kunna syssla med sport, men vid 8-årsåldern började han spela fotboll där han kunde förbättra sin kondition.
Fram till 14-årsåldern spelade han för klubben tills han skrev på för Santiago Wanderers ett år senare.
Han imponerade så mycket att han gick snabbt från de lägre ungdomssektionerna till första laget.
Som utlånat debuterade han i första divisionen med Unión La Calera den 26 april, 1964.
Året därpå återvänder han till Santiago Wanderers vid 18-årsåldern och blev given i startelvan.
Han blir uttagen till VM i England 1966, redan här skulle han kallas för Don Elias.

### Utomlandsskarriären
År 1967 värvades Figueroa av det uruguayanska laget CA Peñarol där han under sina 5 år vann första divisionen 1967 och 1968, Supercupen 1969 och utsedd till turneringens bäste spelare 3 gånger. Han blev även utsedd varje år i Uruguay som den bäste i sin position. Det var då bland annat spanska storklubben Real Madrid och brasilianska SC Internacional visade intresse, vilket det sistnämnda värvar honom.
På den tiden fanns de bästa spelarna i Brasilien bland dem Pelé, det var därför Figueroa valde klubben från Porto Alegre.
Där ledde han klubben till en dubbel, Inter vann Brasileirao 1975 och 1976 där han i finalen gjorde sin berömda mål "gol iluminado" ("illuminerade målet"), i samma ögonblick som han nickar in bollen så når en solstråle honom, som om det kom från en högre makt.
Här vann Figueroa allt inom individuell prestation som: guldbollen som bäste spelaren i Brasilien 1975, många silverbollar som den bäste försvararen, det gjorde också till att han blev utsedd till Sydamerikas bästa fotbollsspelare 3 gånger i rad 1974, 1975 och 1976.
Redan i VM i Tyskland 1974 blev han vald till den bäste mittbacken, dessutom årets spelare av FIFA mellan 1975 och 1976 och varje år ansågs han vara världens bästa försvarare och sydamerikas bästa 1974, 1975 och 1976.
Trots hans stora framgångar i Brasilien valde han att återvända till hemlandet Chile, men till allas förvåning valde han lilla klubben Palestino, där han återigen gjorde små lag till stora. Med Palestino vann han Copa Chile och året därpå det chilenska mästerskapet.
Efter ekonomiska problem valde han att spela för Fort Lauderdale Strikers i NSL (USA). Bara en säsong varade äventyret i USA innan han skrev på för Colo-Colo i ett tremånaders kontrakt. Den 1 januari 1983 valde han att lägga skorna på hyllan och spelade sin sista match mellan Colo-Colo och Universidad de Chile som slutar 2-2.

## Klubbar
| Klubb                    | Land      | År        |
| ------------------------ | --------- | --------- |
| Unión La Calera          | Chile     | 1965      |
| Santiago Wanderers       | Chile     | 1965–1967 |
| CA Peñarol               | Uruguay   | 1967–1971 |
| SC Internacional         | Brasilien | 1971–1977 |
| Palestino                | Chile     | 1977–1980 |
| Fort Lauderdale Strikers | USA       | 1980–1981 |
| Colo-Colo                | Chile     | 1982      |

## Landslaget
Figueroa deltog i tre VM-slutspel (England 1966, Västtyskland 1974 och Spanien 1982). Han spelade 70 matcher och gjorde 2 mål.

## Individuella prestationer
- Bäste spelaren i Uruguay (1967) (1968)
- Bäste spelaren i Brasilien (1975) (1976)
- Årets spelaren enligt FIFA (1976)
- Utvald av Pelé i sin lista FIFA 100.
- På en 8:e plats av "Århundradets bäste Sydamerikansk fotbollsspelare" enligt IFFHS